# World Victory Road
World Victory Road или Sengoku Raiden Championship — японская спортивная организация со штаб-квартирой в Токио, в 2007—2011 годах занимавшаяся проведением турниров по смешанным единоборствам.
Появившись после исчезновения Pride Fighting Championships, Sengoku сумела собрать многих сильнейших бойцов своего времени и наравне с Dream заняла лидирующие позиции на рынке ММА Японии. Функционировала на основе Японской федерации смешанных единоборств при поддержке спонсора в лице сети магазинов розничной торговли Don Quijote. Всего в течение двух лет было проведено 20 крупных турниров, разыграно несколько гран-при и титулов чемпиона в различных весовых категориях. На территории Японии турниры транслировались телесетью Fuji TV и в формате pay-per-view, тогда как в США права на показ получила сеть HDNet.
Правила World Victory Road несколько отличались от общепринятых, в частности здесь разрешались удары коленями и топчущие удары ногами по лежащему сопернику, в то время как удары локтями в голову и соккер-кики были запрещены. В остальных аспектах регламент оставался стандартным, бои проводились в три раунда по пять минут.
В марте 2011 года генеральный спонсор Don Quijote объявил о прекращении финансирования, и вскоре руководство организации выступило с пресс-релизом, сообщавшим о прекращении деятельности. Многие выходцы из WVR впоследствии добились больших успехов в других крупных организациях.

## Проведённые турниры
| #  | Название турнира                                             | Дата             | Арена                     | Место             |
| -- | ------------------------------------------------------------ | ---------------- | ------------------------- | ----------------- |
| 20 | World Victory Road Presents: Soul of Fight                   | 30 декабря 2010  | Ariake Coliseum           | Токио, Япония     |
| 19 | World Victory Road Presents: Sengoku Raiden Championships 15 | 30 октября 2010  | Ryogoku Kokugikan         | Токио, Япония     |
| 18 | World Victory Road Presents: Sengoku Raiden Championships 14 | 22 августа 2010  | Ryogoku Kokugikan         | Токио, Япония     |
| 17 | World Victory Road Presents: Asia Vol. 1                     | 4 июля 2010      | Differ Ariake             | Токио, Япония     |
| 16 | World Victory Road Presents: Sengoku Raiden Championships 13 | 20 июня 2010     | Ryogoku Kokugikan         | Токио, Япония     |
| 15 | World Victory Road Presents: Sengoku Raiden Championships 12 | 7 марта 2010     | Ryogoku Kokugikan         | Токио, Япония     |
| 15 | Dynamite!! The Power of Courage 2009                         | 31 декабря 2009  | Saitama Super Arena       | Сайтама, Япония   |
| 14 | World Victory Road Presents: Sengoku 11                      | 7 ноября 2009    | Ryogoku Kokugikan         | Токио, Япония     |
| 13 | World Victory Road Presents: Sengoku 10                      | 23 сентября 2009 | Saitama Super Arena       | Сайтама, Япония   |
| 12 | World Victory Road Presents: Sengoku 9                       | 2 сентября 2009  | Saitama Super Arena       | Сайтама, Япония   |
| 11 | World Victory Road Presents: Sengoku Gold Cup Semi Finals    | 16 июня 2009     | PS Lab                    | Иокогама, Япония  |
| 10 | World Victory Road Presents: Sengoku 8                       | 2 мая 2009       | Yoyogi National Gymnasium | Токио, Япония     |
| 9  | World Victory Road Presents: Sengoku 7                       | 20 марта 2009    | Yoyogi National Gymnasium | Токио, Япония     |
| 8  | World Victory Road Presents: Gold Rush Korea                 | 11 марта 2009    | Team Maru Training Center | Сеул, Южная Корея |
| 7  | World Victory Road Presents: Sengoku no Ran 2009             | 4 января 2009    | Saitama Super Arena       | Сайтама, Япония   |
| 6  | World Victory Road Presents: Sengoku 6                       | 1 ноября 2008    | Saitama Super Arena       | Сайтама, Япония   |
| 5  | World Victory Road Presents: Sengoku 5                       | 28 сентября 2008 | Yoyogi National Gymnasium | Токио, Япония     |
| 4  | World Victory Road Presents: Sengoku 4                       | 24 сентября 2008 | Saitama Super Arena       | Сайтама, Япония   |
| 3  | World Victory Road Presents: Sengoku 3                       | 8 июня 2008      | Saitama Super Arena       | Сайтама, Япония   |
| 2  | World Victory Road Presents: Sengoku 2                       | 18 мая 2008      | Ariake Coliseum           | Токио, Япония     |
| 1  | World Victory Road Presents: Sengoku First Battle            | 5 марта 2008     | Yoyogi National Gymnasium | Токио, Япония     |

## Известные бойцы
- Таканори Гоми — бывший чемпион PRIDE в лёгком весе;
- Акихиро Гоно — боец PRIDE и UFC;
- Ёсихиро Накао — бывший боец PRIDE;
- Санаэ Кикута — чемпион мира по грэпплингу ADCC;
- Хидэхико Ёсида — олимпийский чемпион по дзюдо;
- Кадзухиро Накамура — ветеран PRIDE и UFC;
- Кэйта Накамура — ветеран UFC и Dream;
- Масанори Канэхара — будущий боец UFC;
- Мидзуто Хирота — будущий боец UFC;
- Кадзуо Мисаки — победитель Гран-при PRIDE 2006;
- Макото Такимото — олимпийский чемпион по дзюдо;
- Митихиро Омигава — титулованный дзюдоист;
- Сатору Катаока — победитель гран-при Sengoku, чемпион в лёгком весе;
- Хацу Хиоки — победитель гран-при Sengoku, чемпион в полулёгком весе;
- Сатоси Исии — олимпийский чемпион по дзюдо;
- Эйдзи Мицуока — бывший боец PRIDE;
- Кадзуюки Фудзита — бывший боец PRIDE;
- Идзуру Такэути — бывший чемпион Pancrase;
- Хироси Идзуми — чемпион мира по дзюдо, призёр Олимпийских игр;
- Хорхе Масвидаль — будущий боец Strikeforce, Bellator, UFC;
- Мухаммед Лаваль — будущий чемпион Strikeforce в полутяжёлом весе;
- Кевин Рэндлман — бывший чемпион UFC в тяжёлом весе;
- Трэвис Виуфф — чемпион YAMMA Pit Fighting в тяжёлом весе;
- Ник Томпсон — бывший чемпион BodogFight в полусреднем весе;
- Джош Барнетт — бывший чемпион UFC в тяжёлом весе, ветеран PRIDE;
- Джефф Монсон — чемпион мира по грэпплингу ADCC;
- Дейв Херман — ветеран EliteXC и Bellator;
- Логан Кларк — ветеран UFC и WEC;
- Майк Пайл — бывший чемпион WEC, будущий боец UFC;
- Фрэнк Тригг — ветеран UFC и PRIDE;
- Антониу Силва — чемпион EliteXC в тяжёлом весе;
- Алисандри Рибейру — чемпион мира по грэпплингу ADCC;
- Антониу Брага Нету — чемпион мира по бразильскому джиу-джитсу;
- Жоржи Сантагу — ветеран UFC;
- Леонарду Сантус — будущий боец UFC;
- Марлон Сандру — финалист двух гран-при Bellator;
- Родригу Дамм — будущий боец UFC;
- Эванжелиста Сантус — бывший боец PRIDE;
- Питер Грэм − титулованный кикбоксер, ветеран K-1;
- Джеймс Томпсон — бывший боец PRIDE;
- Кан Кён Хо — будущий боец UFC;
- Пан Тхэ Хён — будущий боец UFC;
- Чон Чхан Сон — будущий боец UFC и WEC;
- Чхве Му Бэ — призёр Азиатских игр по греко-римской борьбе;
- Чхве Ту Хо — будущий боец UFC;
- Ян Дон И — будущий боец UFC;
- Павел Настула — олимпийский чемпион по дзюдо, двукратный чемпион мира;
- Мамед Халидов — чемпион KSW, ветеран EliteXC;
- Станислав Недков — чемпион Болгарии по джиу-джитсу;
- Благой Иванов — чемпион мира по самбо;
- Бадр Хари — финалист K-1 World Grand Prix 2008 & 2009;
- Сергей Голяев — бывший боец M-1 Global.
- Максимо Бланко — призёр Панамериканских игр по борьбе, будущий боец UFC.
- Сияр Бахадурзада — ветеран Shooto, будущий боец UFC.
- Ясуби Эномото — будущий боец M-1 Global и Fight Nights.